# Alice de Saluces
Alice de Saluces, comtesse d'Arundel (décédée le 25 septembre 1292), également connue sous le nom d'Alesia di Saluzzo, est une aristocrate italienne et une comtesse anglaise. Elle est la fille de Thomas Ier de Saluces et l'épouse de Richard Fitzalan, 8e comte d'Arundel.

## Famille
Alice est née à une date inconnue à Saluces. Elle est la deuxième fille de Thomas Ier, 4e marquis de Saluces, et de Luigia di Ceva (morte le 22 août 1291 ou 1293), fille de Giorgio, marquis de Ceva. Elle a quinze frères et sœurs. Son père est un seigneur très riche et cultivé sous le règne duquel Saluces atteignit une prospérité, une liberté et une grandeur jamais connues auparavant.

## Mariage et descendance
Quelque temps avant 1285, Alice épouse Richard FitzAlan, seigneur de Clun et d'Oswestry dans les Marches galloises, fils de John FitzAlan, 7e comte d'Arundel et d'Isabelle Mortimer. Richard succédera au titre de comte d'Arundel en 1289, faisant ainsi d'Alice la 8e comtesse d'Arundel. Avec sa tante Alasia de Saluces qui a épousé Edmond de Lacy, baron de Pontefract, en 1247, Alice fut l'une des premières femmes italiennes à se marier dans une famille noble anglaise. Son mariage avait été arrangé par la veuve du roi Henri III, Éléonore de Provence, grâce à ses relations avec sa famille savoyarde.
Le couple a quatre enfants : 
- Edmond FitzAlan, comte d'Arundel (1er mai 1285 -  exécuté le 17 novembre 1326) : épouse Alice de Warenne, avec qui il a des enfants,
- John FitzAlan : prêtre,
- Alice FitzAlan (morte le 7 septembre 1340) : épouse Stephen de Segrave, 3e Lord Segrave, avec qui elle a des enfants,
- Margaret FitzAlan : épouse William le Botiller, avec qui elle a des enfants,
- Éléonore FitzAlan : épouse Henry de Percy, 1er baron Percy, avec qui elle a des enfants.

La résidence principale de Richard et Alice était le château de Marlborough dans le Wiltshire, mais Richard détenait également le château d'Arundel dans le Sussex et les châteaux de Clun et Oswestry dans le Shropshire. Son mari est fait chevalier par le roi Édouard Ier en 1289, et combat dans les guerres galloises (1288-1294), et plus tard dans les guerres écossaises.
Alice meurt le 25 septembre 1292 et est inhumée à l'abbaye de Haughmond, Shropshire. Son mari est mort le 9 mars 1302 et est enterré à ses côtés. En 1341, il est prévu que douze bougies soient brûlées à côté de leurs tombes. L'abbaye est maintenant une ruine à la suite d'un incendie pendant la première révolution anglaise.